# Марс ла Тур
Марс ла Тур (на френски: Mars-la-Tour) е село в североизточна Франция, намиращо се в департамент Мьорт е Мозел. Населението му е 963 жители (по приблизителна оценка от януари 2016 г.).

## История
На 16 април 1870 г. тук се води битката при Марс ла Тур, която е част от Френско-пруската война.